# Drosophila hydei
Drosophila hydei är en tvåvingeart som beskrevs av Alfred Sturtevant 1921. Drosophila hydei ingår i släktet Drosophila och familjen daggflugor.

## Utbredning
Arten finns spridd i flera olika delar av världen, däribland Sverige och Boninöarna. Arten finns i hela USA, inklusive Hawaii och Wakeöarna. 

## Beteende
Ett parningstillfälle varar en relativt kort stund jämfört med hos andra arter inom släktet Drosophila, endast 1−2 minuter. Parningen kan även upprepas igen redan inom 30 minuter.

## Bilder

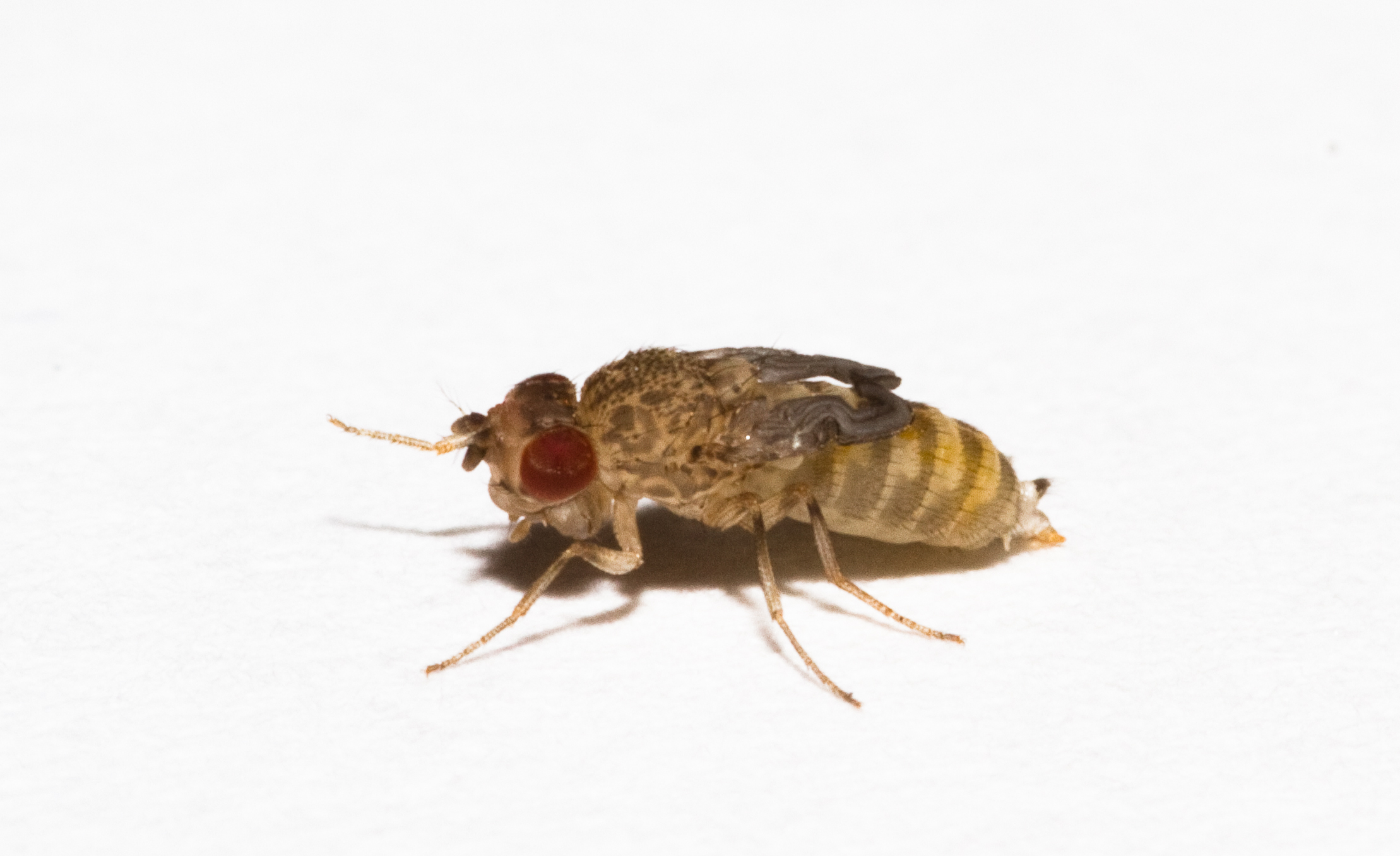
Drosophila hydei med en mutation som gör att den inte har funktionella vingar.
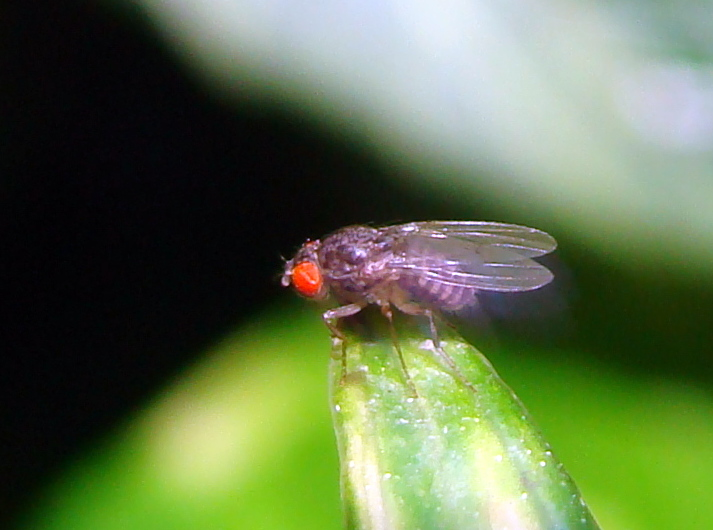
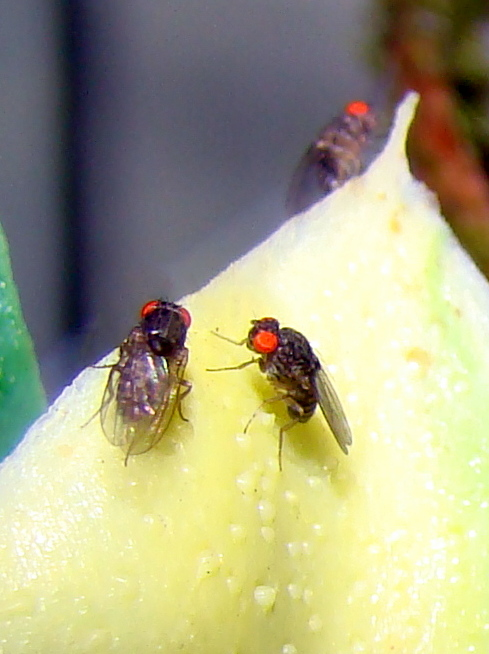
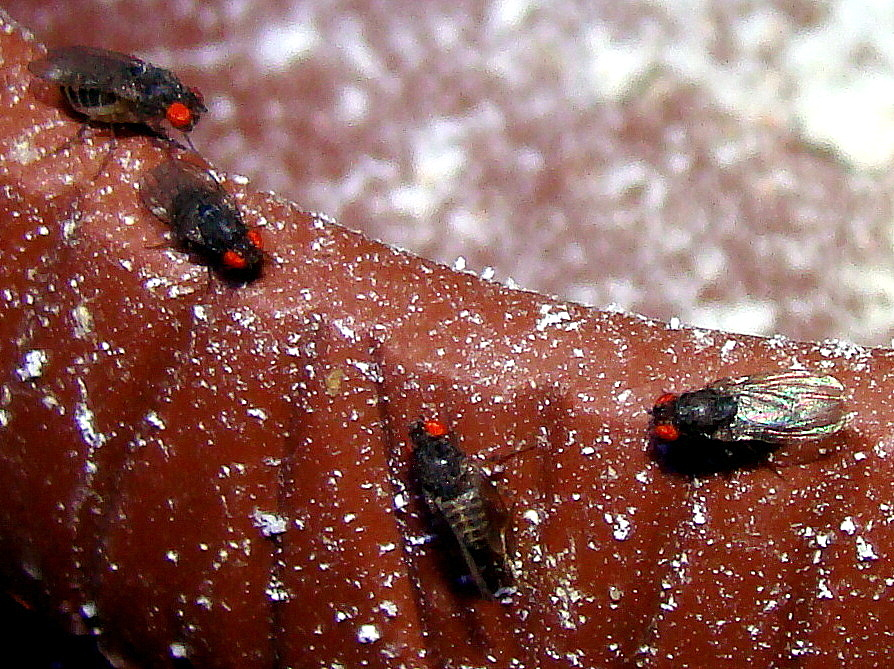
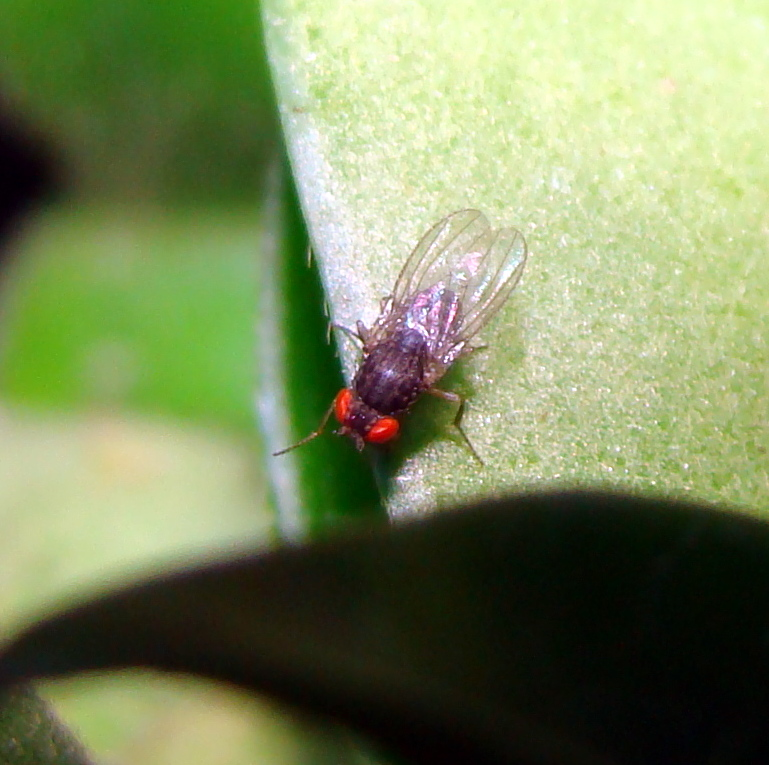
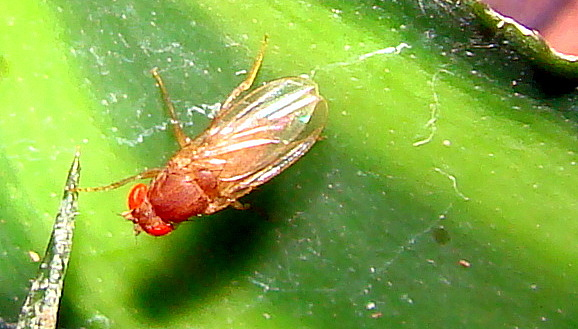